# وزارة الإقتصاد (أوكرانيا)
وزارة تنمية الاقتصاد والتجارة (بالأوكرانية: Міністерство економрозвитку і торгівлі України)‏ هي السلطة الرئيسية في الحكومة المركزية الأوكرانية المسؤولة عن تشكيل وتنفيذ سياسات الدولة فيما يتعلق بالتنمية الاقتصادية والاجتماعية (اقتصاديات الأعمال) مثل تنظيم أسعار المستهلك والسياسات الاقتصادية الصناعية والاستثمارية والتجارية وتنمية ريادة الأعمال.
تشغل يوليا سفيريدينكو منصب نائب أول لرئيس وزراء أوكرانيا ووزيرة التنمية الاقتصادية منذ 4 نوفمبر 2021.

## أنظر أيضا
- مجلس وزراء أوكرانيا

## روابط خارجية
- الموقع الرسمي لوزارة التنمية الاقتصادية والتجارة الأوكرانية
- شركات المنسوجات في أوكرانيا. فهرس.